# Prostanthera ferricola
Prostanthera ferricola là một loài thực vật có hoa trong họ Hoa môi. Loài này được B.J.Conn & K.A.Sheph. mô tả khoa học đầu tiên năm 2007.